# QX Большого Пса
QX Большого Пса (лат. QX Canis Majoris) — одиночная переменная звезда в созвездии Большого Пса на расстоянии приблизительно 3989 световых лет (около 1223 парсеков) от Солнца. Видимая звёздная величина звезды — от +11,19m до +11,13m.

## Характеристики
QX Большого Пса — пульсирующая переменная звезда (LPB:) спектрального класса B-O.